# 砂の果実
「砂の果実」（すなのかじつ）は、中谷美紀 with 坂本龍一のシングル。1997年3月21日にフォーライフ・レコード/güt から発売された。

## 概要
坂本美雨が歌唱し ”坂本龍一 featuring Sister M” 名義でリリースされ、日本テレビ系ドラマ『ストーカー 逃げきれぬ愛』の主題歌となったシングル「The Other Side of Love」に日本語詞を付けた中谷美紀ヴァージョン。
「The Other Side of Love」は元々中谷に提供される予定であったが、坂本がもっと場慣れしていない謎めいた雰囲気のアーティストが望ましいと考え歌い手を探していた時に、ニューヨークの自宅でたまたま娘の美雨に歌わせてみたところ、イメージにぴったりだったため起用したが、後に中谷のボーカルでもレコーディングされリリースされたのが本作である。
このシングルで、初となる週間シングルチャートのTOP10入りを果たした。カップリングには同曲の別ヴァージョンとインストゥルメンタルが収録されている。
作詞を担当した売野雅勇は、これまで自身が手掛けた詩作の中で特に気に入っているものの一つに本作を挙げている。

### 批評
音楽ダウンロードサイトレコチョクの楽曲解説では、「″シンガー・中谷美紀″の代名詞的一曲となったナンバー。Coccoを彷佛とさせる過激なフレーズが、坂本龍一の穏やかなサウンドに乗せて淡々と歌われている。癒しと痛みを兼ね備えたミステリアスな一曲。」と評されている。

## 収録曲
1. 砂の果実（5:21）
作詞: 売野雅勇 / 作曲・編曲: 坂本龍一
2. 砂の果実 (larmes ame'res) （6:57）
Remix: 保土田剛・佐藤拓馬
3. 砂の果実〈Instrumental〉（5:19）

## 収録作品・カバー
| 発売日         | タイトル                                          | 規格品番   |
| -------------- | ------------------------------------------------- | ---------- |
| 1997年09月26日 | cure                                              | FLCG-3030  |
| 1997年11月21日 | 加羽沢美濃『ピアノ・ピュア/メモリー・オブ・1997』 | COCO-80712 |
| 1997年11月21日 | vague                                             | FLCG-3032  |
| 1998年08月21日 | ABSOLUTE VALUE                                    | FLCG-3037  |
| 2001年09月27日 | PURE BEST                                         | FLCF-3885  |
| 2006年05月24日 | 角聖子『ピアノできく青春メロディ ベスト100』      | KICS-1247  |
| 2010年12月22日 | クライマックス J-バラード・スタンダード           | MHCL-1835  |
| 2014年04月16日 | 歌姫クロニクル～1985-2000～                       | MHCL-2431  |